# Ywen Smock
Ywen Smock, né le 29 septembre 1996 à Cayenne en Guyane, est un joueur de basket-ball professionnel français, évoluant au poste de pivot.

## Biographie

### Centre fédéral (2011-2014)
Formé à Cholet, il est prêté trois ans (2011-2014) au Centre fédéral où il joue en NM1.
Pour sa première saison (2011-2012), il joue 2 matchs de championnat avec une moyenne de 1 point, 3 rebonds pour 11,5 minutes.
Lors de sa deuxième saison (2012-2013), il joue 26 matchs de championnat avec une moyenne de 6,2 points et 3,5 rebonds pour 21,3 minutes et 3 matchs du Tournoi Adidas Next Generation avec une moyenne de 10,3 points et 5 rebonds pour 26,2 minutes.
Au cours de sa troisième et dernière saison au CFBB, il joue 26 matchs de championnat (7 points et 5 rebonds pour 24,6 minutes) et 3 matchs du Tournoi Adidas Next Generation (8,4 points, 6 rebonds, 3,2 contre en 27,5 minutes).

### Cholet Basket (2014-2016)
Il retourne ensuite à Cholet pour la saison 2014-2015 et y restera 2 ans.
Durant l'été 2014, il participe au tournoi de Mannheim avec l'équipe de France U18.

### AS Denain (2016-2018)
En 2016, il s’engage pour 2 ans à Denain, équipe de pro B. Sur les deux saisons, il tourne à 4,3 points et 2,5 rebonds en 15 minutes.

### Gries-Oberhoffen (2018-2019)
En 2018, il integre l'effectif de Gries-Oberhoffen, récemment promu dans l'antichambre. Il y joue 29 matchs et signe une moyenne de 6,0 points et 3,5 rebonds en 16 minutes avec un record de 19 points et 7 rebonds contre Nancy.

### Orleans/Saint Quentin (2019-2020)
Il signe en début de saison à Orléans, équipe de pro A. Trop peu utilisé (5 minutes de moyenne sur 9 matchs), il rejoint Saint-Quentin, alors avant-dernier de pro B où il ne joue que 4 matchs.

### Étoile Angers Basket (2021-2022)
Après une année en Guyane au COS Maroni, Ywen signe à Angers (en NM1), dont l'ambition est la montée en pro B. Sur ses 32 matchs joués, il compile 6,3 points et 2,9 rebonds en 15 minutes avec une pointe à 15 points et 5 rebonds lors d'un match face à Cergy-Pontoise. Il glane le titre de champion de France de Nationale 1 à la fin de saison.

### Caen Basket Calvados (2022-2023)
Libre de tout contrat, Ywen Smock débarque en tant que pigiste médical à Caen. En 13 minutes jouées en moyenne par match, il marque 5,6 points et capte 2,2 rebonds. D'un accord commun, Ywen quitte le CBC en février 2023.

## Palmarès
- 2022 : Champion de France de Nationale 1 avec l'Étoile Angers Basket
- 2018 : Vainqueur de la Leaders Cup avec ASC Denain-Voltaire
- 2012 : Médaille d’argent au Championnat d’Europe U16 (Vilnius, Lituanie)